# Nascar Winston Cup Series 1989
Nascar Winston Cup Series 1989 var den 41:a upplagan av den främsta divisionen av professionell stockcarracing i USA sanktionerad av National Association for Stock Car Auto Racing. 
Säsongen bestod av 29 race och inleddes på Daytona International Speedway med uppvisningsloppen Busch Clash 12 februari och Twin 125 Qualifiers 16 februari, vilket även var slutkval till den 31:a upplagan av Daytona 500. Säsongen avslutades 19 november på Atlanta International Raceway med Atlanta Journal 500. Serien vanns av Rusty Wallace med endast 12 poängs marginal till tvåan Dale Earnhardt. Mästerskapstiteln var Wallace första och enda.

## Tävlingskalender
| Nr | Officiellt namn              | Bana                                                        | Datum               |
| -- | ---------------------------- | ----------------------------------------------------------- | ------------------- |
| U  | Busch Clash                  | Daytona International Speedway, Daytona Beach, Florida      | 12 februari         |
| KV | Twin 125 Qualifiers          | Daytona International Speedway, Daytona Beach, Florida      | 16 februari         |
| 1  | Daytona 500                  | Daytona International Speedway, Daytona Beach, Florida      | 19 februari         |
| 2  | Goodwrench 500               | North Carolina Motor Speedway, Rockingham, North Carolina   | 5 mars              |
| 3  | Motorcraft Quality Parts 500 | Atlanta International Raceway, Hampton, Georgia             | 19 mars             |
| 4  | Pontiac Excitement 400       | Richmond International Raceway, Richmond, Virginia          | 26 februari 26 mars |
| 5  | Transouth 500                | Darlington Raceway, Darlington, South Carolina              | 2 april             |
| 6  | Valleydale Meats 500         | Bristol International Raceway, Bristol, Tennessee           | 9 april             |
| 7  | First Union 400              | North Wilkesboro Speedway, North Wilkesboro, North Carolina | 16 april            |
| 8  | Pannill Sweatshirts 500      | Martinsville Speedway, Ridgeway, Virginia                   | 23 april            |
| 9  | Winston 500                  | Talladega Superspeedway, Talladega, Alabama                 | 7 maj               |
|    | Winston Open                 | Charlotte Motor Speedway, Concord, North Carolina           | 21 maj              |
|    | The Winston                  | Charlotte Motor Speedway, Concord, North Carolina           | 21 maj              |
| 10 | Coca-Cola 600                | Charlotte Motor Speedway, Concord, North Carolina           | 28 maj              |
| 11 | Budweiser 500                | Dover Downs International Speedway, Dover, Delaware         | 4 juni              |
| 12 | Banquet Frozen Foods 300     | Sears Point Raceway, Sonoma, Kalifornien                    | 11 juni             |
| 13 | Miller High Life 500         | Pocono International Raceway, Long Pond, Pennsylvania       | 18 juni             |
| 14 | Miller High Life 400         | Michigan International Speedway, Brooklyn, Michigan         | 25 juni             |
| 15 | Pepsi 400                    | Daytona International Speedway, Daytona Beach, Florida      | 1 juli              |
| 16 | AC Spark Plug 500            | Pocono International Raceway, Long Pond, Pennsylvania       | 23 juli             |
| 17 | Talladega Diehard 500        | Talladega Superspeedway, Talladega, Alabama                 | 30 juli             |
| 18 | Budweiser at The Glen        | Watkins Glen International, Watkins Glen, New York          | 13 augusti          |
| 19 | Champion Spark Plug 400      | Michigan International Speedway, Brooklyn, Michigan         | 20 augusti          |
| 20 | Busch 500                    | Bristol International Raceway, Bristol, Tennessee           | 26 augusti          |
| 21 | Heinz Southern 500           | Darlington Raceway, Darlington, South Carolina              | 3 september         |
| 22 | Miller High Life 400         | Richmond International Raceway, Richmond, Virginia          | 10 september        |
| 23 | Peak Performance 500         | Dover Downs International Speedway, Dover, Delaware         | 17 september        |
| 24 | Goody's 500                  | Martinsville Speedway, Ridgeway, Virginia                   | 24 september        |
| 25 | All Pro Auto Parts 500       | Charlotte Motor Speedway, Concord, North Carolina           | 8 oktober           |
| 26 | Holly Farms 400              | North Wilkesboro Speedway, North Wilkesboro, North Carolina | 1 15 oktober        |
| 27 | AC Delco 500                 | North Carolina Motor Speedway, Rockingham, North Carolina   | 22 oktober          |
| 28 | Autoworks 500                | Phoenix International Raceway, Phoenix, Arizona             | 5 november          |
| 29 | Atlanta Journal 500          | Atlanta International Raceway, Hampton, Georgia             | 19 november         |

## Resultat
| Nr | Tävling                      | Pole position   | Flest ledda varv | Vinnare         | Team/ bilägare               | Konstruktör | Rapport |
| -- | ---------------------------- | --------------- | ---------------- | --------------- | ---------------------------- | ----------- | ------- |
| U  | Busch Clash                  | Ken Schrader    | Ken Schrader     | Ken Schrader    | Hendrick Motorsports         | Chevrolet   |         |
| KV | Twin 125 Qualifier 1         | Ken Schrader    | Ken Schrader     | Ken Schrader    | Hendrick Motorsports         | Chevrolet   | Rapport |
| KV | Twin 125 Qualifier 2         | Darrell Waltrip | Dale Earnhardt   | Terry Labonte   | Junior Johnson & Associates  | Ford        | Rapport |
| 1  | Daytona 500                  | Ken Schrader    | Ken Schrader     | Darrell Waltrip | Hendrick Motorsports         | Chevrolet   | Rapport |
| 2  | Goodwrench 500               | Rusty Wallace   | Rusty Wallace    | Rusty Wallace   | Blue Max Racing              | Pontiac     | Rapport |
| 3  | Motorcraft Quality Parts 500 | Alan Kulwicki   | Rusty Wallace    | Darrell Waltrip | Hendrick Motorsports         | Chevrolet   | Rapport |
| 4  | Pontiac Excitement 400       | Geoff Bodine    | Geoff Bodine     | Rusty Wallace   | Blue Max Racing              | Pontiac     | Rapport |
| 5  | Transouth 500                | Mark Martin     | Harry Gant       | Harry Gant      | Jackson Brothers Motorsports | Oldsmobile  | Rapport |
| 6  | Valleydale Meats 500         | Mark Martin     | Greg Sacks       | Rusty Wallace   | Blue Max Racing              | Pontiac     | Rapport |
| 7  | First Union 400              | Rusty Wallace   | Dale Earnhardt   | Dale Earnhardt  | Richard Childress Racing     | Chevrolet   | Rapport |
| 8  | Pannill Sweatshirts 500      | Geoff Bodine    | Darrell Waltrip  | Darrell Waltrip | Hendrick Motorsports         | Chevrolet   | Rapport |
| 9  | Winston 500                  | Mark Martin     | Davey Allison    | Davey Allison   | Robert Yates Racing          | Ford        | Rapport |
| U  | Winston Open                 | Mark Martin     | Sterling Marlin  | Sterling Marlin | Hagan Racing                 | Oldsmobile  | Rapport |
| U  | The Winston                  | Terry Labonte   | Rusty Wallace    | Rusty Wallace   | Blue Max Racing              | Pontiac     | Rapport |
| 10 | Coca-Cola 600                | Alan Kulwicki   | Alan Kulwicki    | Darrell Waltrip | Hendrick Motorsports         | Chevrolet   | Rapport |
| 11 | Budweiser 500                | Mark Martin     | Dale Earnhardt   | Dale Earnhardt  | Richard Childress Racing     | Chevrolet   | Rapport |
| 12 | Banquet Frozen Foods 300     | Rusty Wallace   | Ricky Rudd       | Ricky Rudd      | King Racing                  | Buick       | Rapport |
| 13 | Miller High Life 500         | Rusty Wallace   | Rusty Wallace    | Terry Labonte   | Junior Johnson & Associates  | Ford        | Rapport |
| 14 | Miller High Life 400         | Ken Schrader    | Rusty Wallace    | Bill Elliott    | Melling Racing               | Ford        | Rapport |
| 15 | Pepsi 400                    | Mark Martin     | Bill Elliott     | Davey Allison   | Robert Yates Racing          | Ford        | Rapport |
| 16 | AC Spark Plug 500            | Ken Schrader    | Rusty Wallace    | Bill Elliott    | Melling Racing               | Ford        | Rapport |
| 17 | Talladega Diehard 500        | Mark Martin     | Morgan Shepherd  | Terry Labonte   | Junior Johnson & Associates  | Ford        | Rapport |
| 18 | Budweiser at The Glen        | Morgan Shepherd | Morgan Shepherd  | Rusty Wallace   | Blue Max Racing              | Pontiac     | Rapport |
| 19 | Champion Spark Plug 400      | Geoff Bodine    | Rusty Wallace    | Rusty Wallace   | Blue Max Racing              | Pontiac     | Rapport |
| 20 | Busch 500                    | Alan Kulwicki   | Darrell Waltrip  | Darrell Waltrip | Hendrick Motorsports         | Chevrolet   | Rapport |
| 21 | Heinz Southern 500           | Alan Kulwicki   | Dale Earnhardt   | Dale Earnhardt  | Richard Childress Racing     | Chevrolet   | Rapport |
| 22 | Miller High Life 400         | Bill Elliott    | Rusty Wallace    | Rusty Wallace   | Blue Max Racing              | Pontiac     | Rapport |
| 23 | Peak Performance 500         | Davey Allison   | Dale Earnhardt   | Dale Earnhardt  | Richard Childress Racing     | Chevrolet   | Rapport |
| 24 | Goody's 500                  | Dale Earnhardt  | Rusty Wallace    | Darrell Waltrip | Hendrick Motorsports         | Chevrolet   | Rapport |
| 25 | All Pro Auto Parts 500       | Bill Elliott    | Bill Elliott     | Ken Schrader    | Hendrick Motorsports         | Chevrolet   | Rapport |
| 26 | Holly Farms 400              | Dale Earnhardt  | Dale Earnhardt   | Geoff Bodine    | Hendrick Motorsports         | Chevrolet   | Rapport |
| 27 | AC Delco 500                 | Alan Kulwicki   | Rusty Wallace    | Mark Martin     | Roush Racing                 | Ford        | Rapport |
| 28 | Autoworks 500                | Ken Schrader    | Alan Kulwicki    | Bill Elliott    | Melling Racing               | Ford        | Rapport |
| 29 | Atlanta Journal 500          | Alan Kulwicki   | Dale Earnhardt   | Dale Earnhardt  | Richard Childress Racing     | Chevrolet   | Rapport |

## Slutställning
| Plats | Förare          | Poäng |
| ----- | --------------- | ----- |
| 1     | Rusty Wallace   | 4176  |
| 2     | Dale Earnhardt  | 4164  |
| 3     | Mark Martin     | 4053  |
| 4     | Darrell Waltrip | 3971  |
| 5     | Ken Schrader    | 3876  |
| 6     | Bill Elliott    | 3778  |
| 7     | Harry Gant      | 3610  |
| 8     | Ricky Rudd      | 3608  |
| 9     | Geoff Bodine    | 3600  |
| 10    | Terry Labonte   | 3569  |